# Storia delle relazioni internazionali
La storia delle relazioni internazionali è la disciplina storiografica che studia i rapporti tra gli attori del sistema internazionale. Tali attori possono essere statuali e non statuali, singoli, come un Paese specifico di cui si analizzi la politica estera rispetto a un altro o in un contesto geopolitico o multipli, come nel caso di un'organizzazione internazionale.

## Competenze
Sono tipici campi di indagine della disciplina, tra gli altri, la storia dei trattati internazionali, la storia diplomatica, la storia delle organizzazioni internazionali, la storia della politica internazionale in età moderna e contemporanea, la storia dell'integrazione europea e la storia delle relazioni politiche tra il Nordamerica e l'Europa.

## Classificazione
Nell'ordinamento universitario italiano la storia delle relazioni internazionali corrisponde al settore scientifico-disciplinare SPS/06, inserito nel settore concorsuale 14/B2 – Storia delle relazioni internazionali, delle società e delle istituzioni extraeuropee. Questo fa parte a sua volta del macrosettore concorsuale 14/B – Storia politica, incluso nell'area disciplinare 14 – Scienze politiche e sociali.